# Біротонда
| Множина біротонд                                            | Множина біротонд |
| ----------------------------------------------------------- | --- |
| Семисхила біротонда в прямій та повернутій формах (приклад) | |
| Тип                                                         | Множина біротонд |
| Граней                                                      | 6n+2: 2 правильних n-кутників, 2n п'ятикутників, 4n рівнобедрених трикутників.                                               |
| Ребер                                                       | 12n |
| Вершин                                                      | 6n |
| Характеристика Ейлера                                       | {\displaystyle \chi =\Gamma -{\hbox{P}}+{\hbox{B}}=2}                                                                        |
| Група симетрії                                              | Прямі: Dnh, [n,2], (*n22), порядок 4n (Симетрія n-Призми) Повернуті: Dnd, [2n,2+], (2*n), порядок 4n (Симетрія n-Антипризми) |
| Група поворотів                                             | Dn, [n,2]+, (n22), порядок 2n                                                                                                |
| Дуальний многогранник                                       | ? |
| Властивості                                                 | Опуклий |

Біротонда (n‒схила біротонда) — тіло, утворене поєднанням двох ротонд по їх нижній основі  (правильній 2n-кутній грані).
Паралельні грані основ коаксікальні, тобто мають спільну вісь.
Існує дві форми n-схилих біротонд:
1. Пряма n-схила біротонда, утворюється при поєднанні ротонд в прямій орієнтації (поєднуються однойменні грані на бічних смугах ротонд). Ця форма утворюється при дзеркальному відображенні n-схилої ротонди відносно площини нижньої основи.
2. Повернута n-схила біротонда, утворюється при поєднанні ротонд в повернутій орієнтації (поєднуються різнойменні грані на бічних смугах ротонд). Ця форма утворюється, якщо одну з ротонд повернути на величину центрального кута нижнього 2n-кутника (а саме {\displaystyle {\frac {\pi }{n}}} радіан) відносно іншої ротонди.

n-схилі біротонди за будовою споріднені з n-схилими бікуполами, з різницею в будові бічної смуги:
‒ в бікуполах чергуються прямокутники та рівнобедрені трикутники;
‒ в біротондах чергуються п'ятикутники (які мають щонайменше чотири рівних сторони) та пари рівнобедрених трикутників.
n-схила біротонда має вісь симетрії порядку n, що проходить через центри основ.
Ротонди і біротонди існують як нескінченні множини багатогранників, так само, як множини куполів, бікуполів, пірамід, біпірамід, призм , антипризм, трапецоедрів та ін.

## Приклади
| 4                               | 5                                               | 6                              | 7                             | 8                               |
| ------------------------------- | ----------------------------------------------- | ------------------------------ | ----------------------------- | ------------------------------- |
| Чотирисхила пряма біротонда     | П'ятисхила пряма біротонда                      | Шестисхила пряма біротонда     | Семисхила пряма біротонда     | Восьмисхила пряма біротонда     |
| Чотирисхила повернута біротонда | П'ятисхила повернута біротонда (Ікосододекаедр) | Шестисхила повернута біротонда | Семисхила повернута біротонда | Восьмисхила повернута біротонда |

П'ятисхила біротонда може бути утворена рівносторонньою та правильногранною:
‒ п'ятисхила пряма біротонда    є одним з  багатогранників Джонсона (J34);
‒ п'ятисхила повернута біротонда, більш відома як ікосододекаедр, є одним з напівправильних багатогранників Архімеда.